# Hans Braxenthaler
Hans Braxenthaler, vulgo Brax Hans (* 8. Juli 1893 in Thannsberg, Gemeinde Fridolfing; † 7. August 1937 in Mitterbichl, Gemeinde Hochberg) war ein bayerischer Gewerkschafter und kommunistischer Widerständler gegen das NS-Regime, der 1937 zum Selbstmord getrieben wurde.

## Leben
Hans Braxenthaler war der Sohn der ledigen Bauerstochter Klara Braxenthaler aus Thannsberg. Er kam im Ersten Weltkrieg im Februar 1915 an die Front und wurde so zum entschiedenen Kriegsgegner. Nach dem Krieg arbeitete Braxenthaler als Bauhilfsarbeiter. 1919 schloss er sich in Traunstein zunächst der USPD an, ein Jahr später der neugegründeten Ortsgruppe der KPD. Er war als Gewerkschafter aktiv, so als Vorsitzender des Bauarbeiter-Verbandes im Bezirk Traunstein und als Vorsitzender der Freien Gewerkschaften in Traunstein. Seit 1925 war auch in leitender Funktion bei der Kommunistischen Partei, so als politischer Leiter (Pol-Leiter) der Ortsgruppe Traunstein und des KPD-Unterbezirks Traunstein. Gemeinsam mit Gregor Kersche, dem Agrarexperten der KPÖ, agitierte er 1929 in Kleinbauernhöfen in Kärnten und in der Obersteiermark, wurde dabei verhaftet und abgeschoben. 1929 wurde er auch in den Stadtrat von Traunstein gewählt und kandidierte 1930 für den Reichstag und 1932 für den Bayerischen Landtag. Wegen der „Reichenhaller Saalschlacht“ im Hotel Deutscher Kaiser in Bad Reichenhall am 6. März 1930 wurde er als „Rädelsführer“ vor Gericht gestellt. 1931 tat er sich mit 25 Bauern aus den Bezirken Traunstein, Rosenheim und Mühldorf zusammen, um zu Studienzwecken die Sowjetunion zu bereisen.
Nach der Machtergreifung durch die Nationalsozialisten wurde er am 3. März 1933 verhaftet, ins Traunsteiner Gefängnis gebracht und kurze Zeit später ins neu errichtete KZ Dachau eingeliefert und danach schwer misshandelt. Auch seine erste Frau Maria wurde für ein Jahr eingesperrt. Im März 1934 wurde Braxenthaler entlassen, drei Wochen später aber erneut festgenommen und vom 9. April an wieder für fast ein Jahr nach Dachau verschleppt. Erst Anfang März 1935 kam er wieder frei. Im Februar 1937 flüchtete er in die Tschechoslowakei, kehrte aber mittellos im Juli 1937 nach Traunstein zurück, um Papiere für sich zu organisieren. Er versteckte sich zuletzt auf dem Hochberg beim Löffler-Bauern in Mitterbichl. Am 7. August 1937 kurz nach fünf Uhr früh erschoss sich Hans Braxenthaler, als er von Gestapo-Beamten gestellt wurde.